# Confederação da Alemanha do Norte
A Confederação da Alemanha do Norte (em alemão:  Norddeutscher Bund) foi o Estado federal alemão que existiu de julho de 1867 a dezembro de 1870. Alguns historiadores também usam o nome para a aliança de 22 estados alemães formada em 18 de agosto de 1866 (Augustbündnis). Em 1870-1871, os estados do sul da Alemanha, Baden, Hesse-Darmstadt, Württemberg e Baviera se juntaram ao país. Em 1 de janeiro de 1871, o país adotou uma nova constituição, que foi escrita sob o título de uma nova "Confederação Alemã", mas já deu o nome de "Império Alemão" no preâmbulo e no artigo 11. Como o sistema estatal permaneceu o mesmo no Império Alemão, a Confederação do Norte da Alemanha continua como o Estado-nação alemão que ainda existe.
A constituição federal estabeleceu uma monarquia constitucional com o rei prussiano como portador do Bundespräsidium, ou chefe de Estado. As leis só poderiam ser permitidas com o consentimento do Reichstag (um parlamento baseado no sufrágio universal masculino) e do Conselho Federal (uma representação dos estados). Durante os quatro anos da Confederação da Alemanha do Norte, uma cooperação liberal-conservadora empreendeu importantes medidas para unificar a Alemanha (Norte) em relação à lei e à infraestrutura. O sistema político (e os partidos políticos) permaneceu essencialmente os mesmos nos anos posteriores a 1870.
A Confederação da Alemanha do Norte tinha quase 30 milhões de habitantes, dos quais oitenta por cento viviam na Prússia. Três quartos do povo do Império de 1871 já haviam sido "Alemães do Norte".